# Andinsk kondor
För andra betydelser, se Kondor (olika betydelser).
Andinsk kondor (Vultur gryphus) är en sydamerikansk rovfågel i familjen kondorer (Cathartidae) och ensam art inom släktet Vultur. Den återfinns i Anderna och utmed den angränsande Stillahavskusten i västra Sydamerika, och är den största fågeln på Västra halvklotet.
Den är en stor svart kondor med en krage av vita fjädrar runt halsbasen. På ovansidan vingarna har speciellt hanarna stora vita partier. Huvud och hals är i det närmaste fjäderlösa och mörkt röda men kan ändra färgton beroende på fågelns sinnestillstånd. Hanen har en djupröd köttig utväxt, likt en kam på hjässan och skinnet på halsen är veckat. Den mörka näbben har ett stort vitt parti på spetsen. Till skillnad från merparten av rovfåglarna är hanen större än honan.
Andinska kondoren är främst en asätare som föredrar stora kadaver av exempelvis hjort eller nötkreatur. Under vila befinner den sig ofta på oåtkomliga klippavsatser, på höjder mellan 3 000 och 5 000 meters höjd. Den blir könsmogen vid fem till sex års ålder och lägger vanligtvis ett till två ägg vartannat år. Andinsk kondor är en av de fågelarter som blir äldst i världen med en livslängd på upp till 50 år.
Andinsk kondor är nationalsymbol för Argentina, Bolivia, Chile, Colombia, Ecuador och Peru, och spelar en viktig roll inom folklore och mytologi i den andinska regionen. Den kategoriseras som sårbar (VU) av IUCN och hotas främst av habitatförlust och sekundär förgiftning. Flera länder samarbetar i ett uppfödningsprogram för utplantering.

## Systematik
Andinsk kondor beskrevs taxonomiskt av Carl von Linné 1758 i den tionde upplagan av hans Systema Naturae och fick då sitt nuvarande binomiala namn Vultur gryphus. Artepitetet härstammar från en variant av det gammalgrekiska ordet γρυπός (grupós) vilket betyder "kroknäsad". Trivialnamnet kondor härstammar ifrån "kuntur" vilket är fågelns namn på quechua.
Den exakta taxonomiska placeringen av andinsk kondor och de övriga sex arterna inom gruppen kondorer är fortfarande omdiskuterat. Deras likhet med Gamla världens gamar, både vad gäller utseende och ekologisk nisch beror på konvergent evolution och inte på att de är närbesläktade. Osäkerheten ledde till att flera auktoriteter under en period placerade kondorer i den egna ordningen Cathartiformes som då beskrevs som inte närbesläktad med rovfåglar.
Sentida genetiska studier indikerar att kondorerna faktiskt tillhör samma utvecklingslinje som de hökartade rovfåglarna (Accipitridae) tillsammans med bland annat ugglor, musfåglar, trogoner, hackspettar, blåkråkor etc. men att de utgör utgör en basal utvecklingsgren och systergrupp till resten av arterna inom Accipitriformes varför vissa auktoriter återigen placerar dem i den egna ordningen Cathartiformes – men denna gång som närbesläktade med rovfåglarna.
Andinska kondoren är den enda idag förekommande arten inom släktet Vultur. Till skillnad från kalifornienkondor (Gymnogyps californianus), som är känd från ett flertal fossil, så är fossila fynd av andinsk kondor mycket få. Ett antal fossil från pliocen-/pleistocen i Sydamerika beskrevs först som en egen art inom släktet men senare studier visade att de inte skilde sig ifrån V. gryphus. Dock finns det pliocena fossila lämningar ifrån ett taxa funna i Tarija i Bolivia, som kan härstamma ifrån en till storleken mindre förhistorisk underart, V. gryphus patruus.

## Utseende och fältkännetecken
Trots att andinsk kondor är ungefär fem cm kortare, från näbb till stjärt, än kalifornienkondor, så har den ett större vingspann, vilket mäter 274–310 cm. I genomsnitt är den också tyngre och hanen når en vikt på 11–15 kg och honor 7,5–11 kg. Längden uppgår till 102–135 cm, men man bör ta i beaktande att måtten oftast härstammar ifrån exemplar uppfödda i fångenskap.

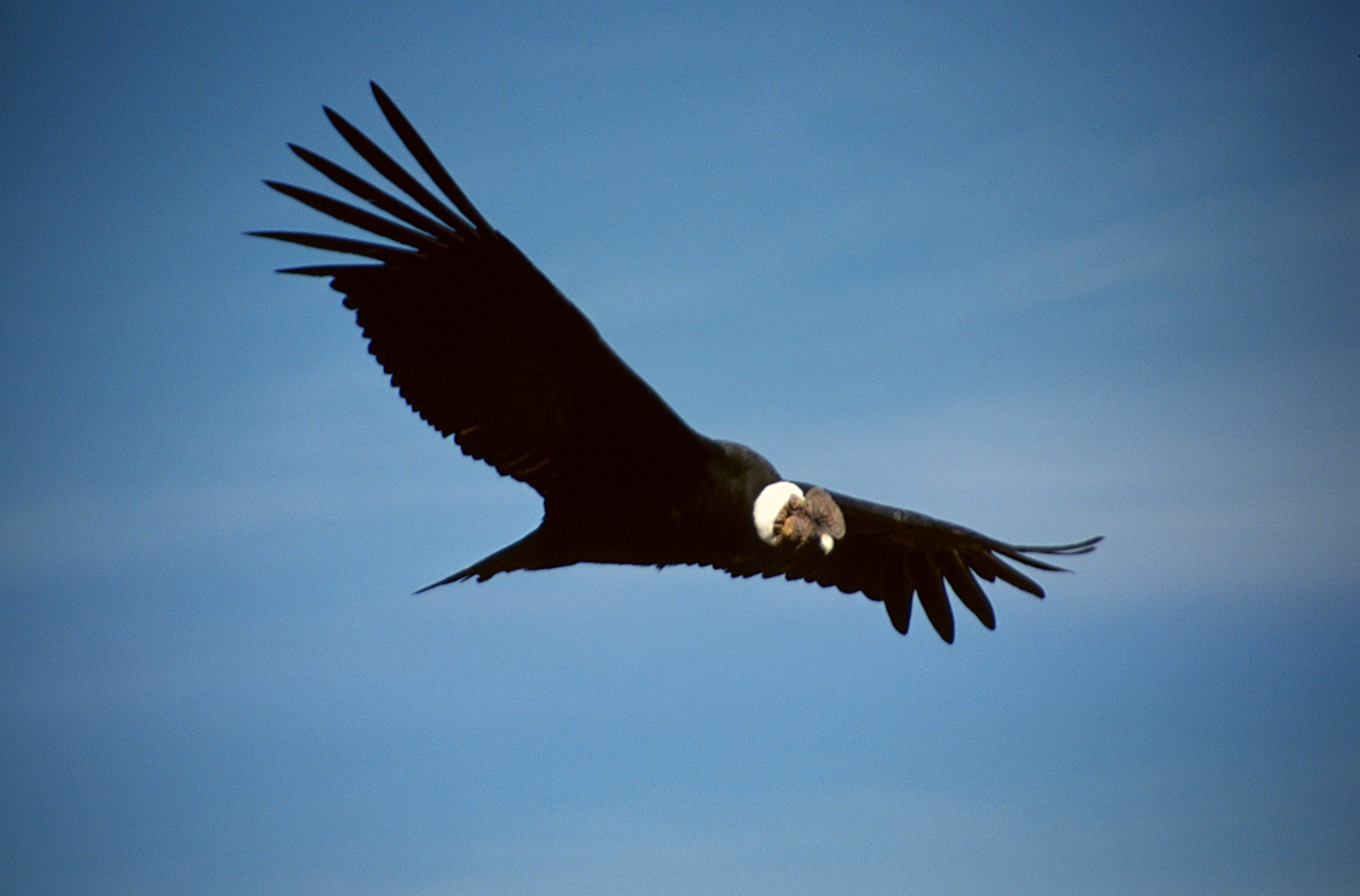
Segelflygande kondor i siluett

Adult dräkt är nästan helsvart, förutom en krage av vita fjädrar runt halsbasen, och speciellt hanarna har stora vita partier på ovansidan vingarna, vilka först framträder efter den postjuvenila ruggningen. Huvud och hals är röda till svartröda och i det närmaste fjäderlösa. Hjässan är tillplattad, hanen har en köttig röd kam och skinnet på halsen är veckat. Den nakna huden kan ändra färg, rodna och bli mer djupröd, som respons på emotionell stimuli, vilket fungerar kommunikativt mellan individer. Juvenila fåglar har generellt en mer gråbrun fjäderdräkt, mörkt fjäderlöst huvud och hals, samt brun halskrage.

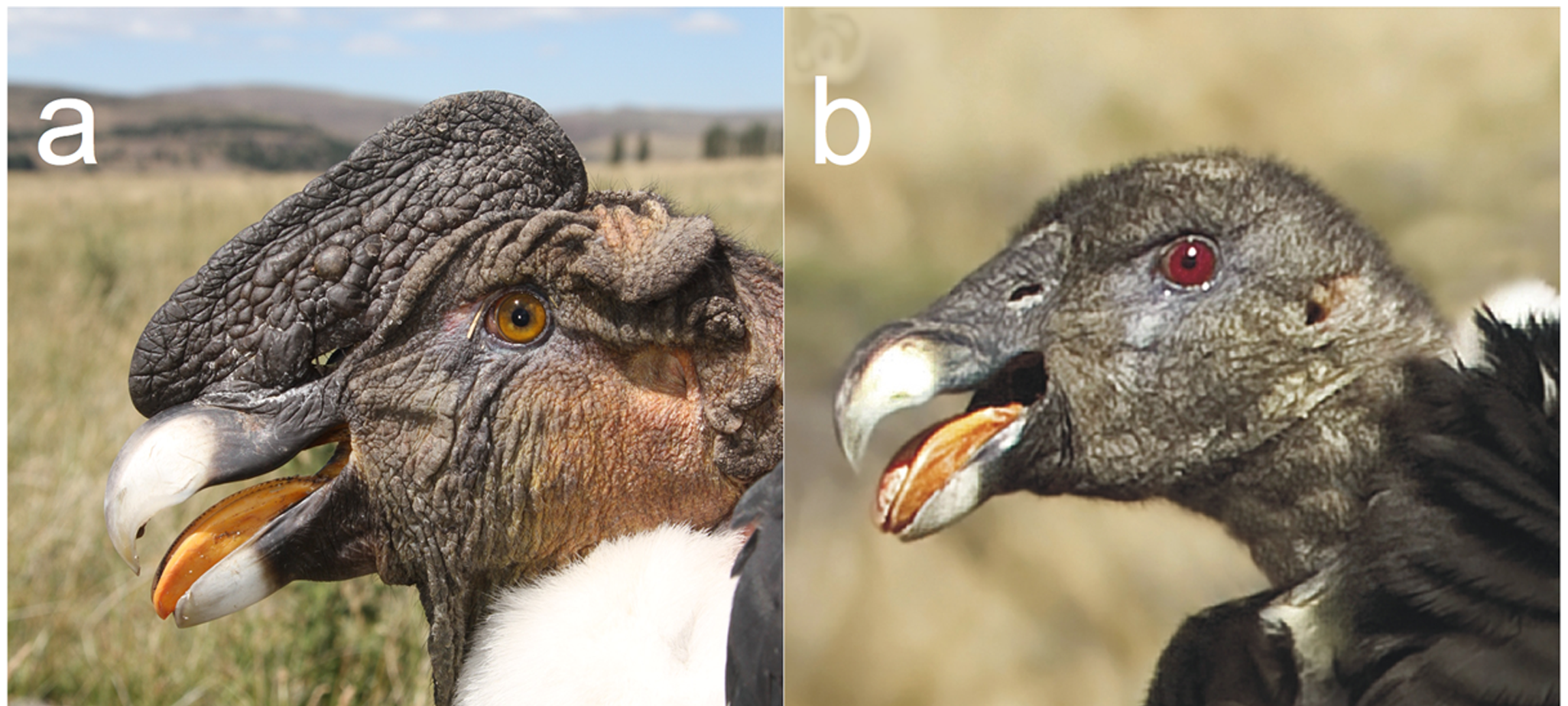
Adult hane (a) och adult hona (b). Notera skillnaden i hud- och irisfärg, samt hanens "kam".

Andinska kondorens mellersta tå är mycket längre än de övriga, den bakre tån är bara rudimentärt utvecklad och dess klor är relativt raka och trubbiga. Tarsen är därför mer anpassad för gång än som vapen eller griporgan, som hos rovfåglar eller Gamla världens gamar. Den mörka näbben har ett stort vitt parti på näbbspetsen, vilken är krökt och anpassad till att slita sönder ruttnande kött. Hanens regnbågshinna är brun medan honans är djupröd och ögonlocken saknar ögonfransar. Till skillnad från den generella regeln hos rovfåglar är andinska kondorhanen större än honan.

## Utbredning
Andinsk kondor återfinns, som namnet avslöjar i Anderna i Sydamerika. Dess utbredningsområde sträcker sig från Venezuela och Colombia i norr, där den dock är mycket sällsynt, och söderut utmed Anderna i Ecuador, Peru, och Chile, genom Bolivia och västra Argentina till Tierra del Fuego. I början av 1800-talet häckade den från västra Venezuela till Tierra del Fuego, utmed hela bergskedjan, men dess häckningsområde är kraftigt reducerat.
Läs mer i avsnittet Status och hot

## Ekologi

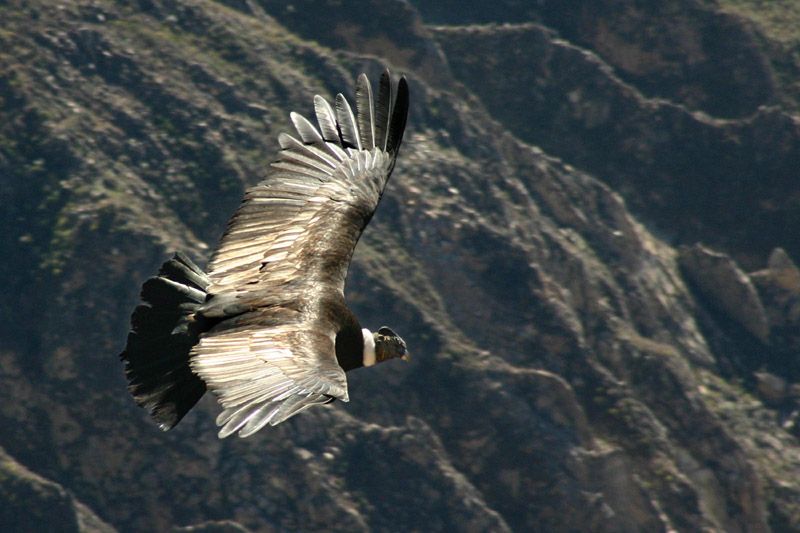
En andinsk kondor som svävar över södra Peru.

I flykten rör sig kondoren graciöst och ofta i stora cirklar. Den glidflyger med vingarna horisontellt ut från kroppen och med handpennornas fjäderspetsar uppåtkrökta. Avsaknaden av ett stort bröstben som förankrar de korresponderande stora bröstmusklerna (pectoralis) indikerar att den främst är anpassad för glidflykt. Den flaxar med vingarna för att lyfta från marken men väl i luften förlitar den sig istället på termik och uppåtvindar för att hålla sig flygande och flaxar mycket sällan. Den föredrar att vila på klippavsatser där den inte behöver flaxa så mycket för att lyfta.
Likt andra arter inom gruppen kondorer har den för vana att tömma sin kloak på sina ben för att kyla ned dem genom evaporation. På grund av detta beteende är benen ofta randade i vitt av anhopad urinsyra.
Huvud och hals hålls mycket noggrant rena av fågeln. Skalligheten är en hygienisk anpassning som resulterar i att skinnet torkar ut, vilket i kombination med mängden ultraviolett ljus som förekommer på den höga höjden, fungerar steriliserande.

### Biotop och föda
Kondoren är en asätare som främst livnär sig på kadaver. Den förekommer främst i biotoper med öppna gräsmarker och alpina områden, på höjder upp till 5 000 meter. Den föredrar relativt öppna, icke skogbevuxna områden som tillåter den att med synen finna kadaver från luften. Den förekommer ibland även i mer låglänta områden i östra Bolivia och sydvästra Brasilien, och i ökenområden i Chile och Peru, men även vid strandskogar i Patagonien. De bebor stora territorier och förflyttar sig ofta mer än 200 km per dag i sin jakt på as. I inlandet föredrar de större byten, som död boskap eller hjort, medan födan utmed kusten främst består av ilandflutna kadaver av marina däggdjur. De besöker också bon av mindre fåglar i jakt på ägg. Kustområden erbjuder en stor tillgång av föda, och i vissa fördelaktiga områden minimerar den andinska kondoren sitt födosöksområde till bara några kilometer av strand.
De lokaliserar kadaver med hjälp av synen eller genom att följa andra asätare, som kråkfåglar eller andra kondorer, som de tre arterna inom släktet Cathartes. De tre senare arterna födosöker med luktsinnet och kan känna av mycket små mängder etylmerkaptan, vilket är en gas som uppstår i ett tidigt stadium vid nedbrytningen av ett dött djur. De mindre kondorerna inom släktet Cathartes kan inte slita sönder skinnet på större djur lika lätt som den större andinska kondoren, och deras interaktion utgör ofta ett exempel på ett symbiotiskt förhållande mellan arter.
Andinsk kondor äter oregelbundet och det kan ofta gå dagar utan att den äter, men när den väl får tag på ett byte kan den proppa i sig stora mängder, ibland så mycket att fågeln inte kan lyfta. Eftersom dess fötter och klor inte är anpassade för att gripa så är de tvingade att äta på marken och kan inte förflytta bytet några större sträckor. Likt andra asätare spelar de en viktig roll för ekosystemet.

### Häckning

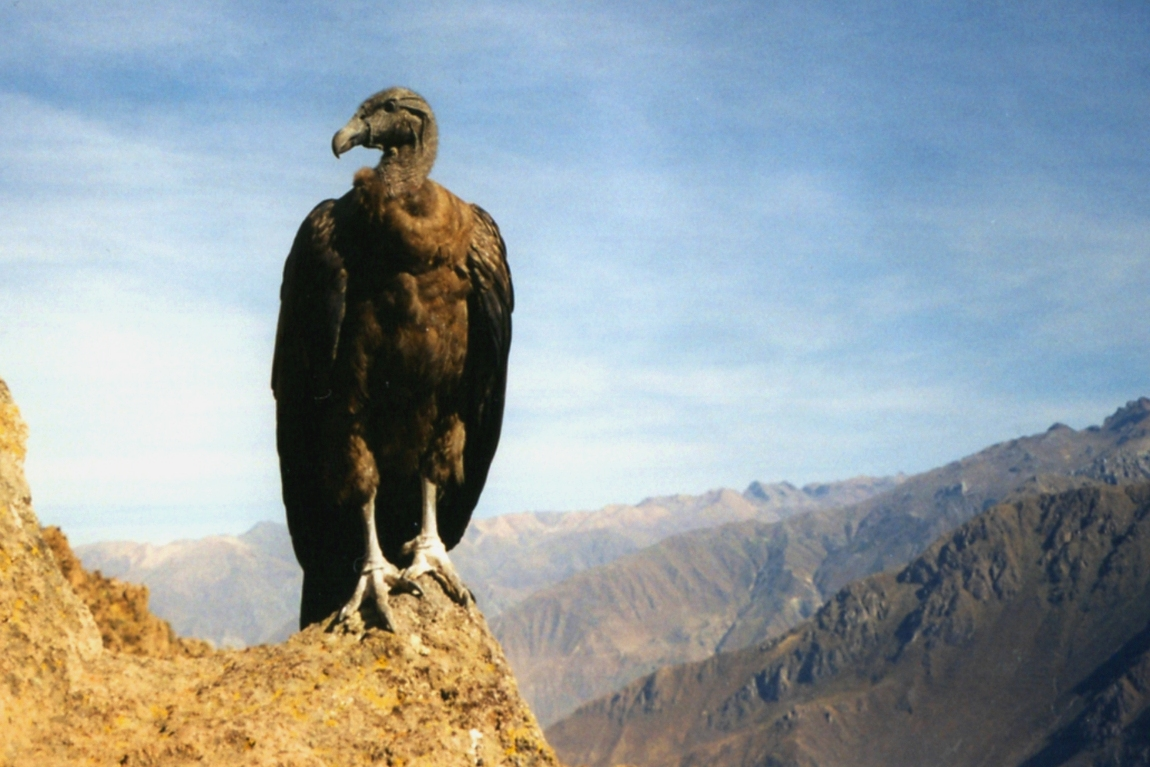
En juvenil kondor.

Den andinska kondoren blir könsmogen först efter fem till sex år, kan bli upp till 50 år och bildar livslånga par. Under parningsleken pumpas hanens hals upp, blir kraftigare samtidigt som den skiftar färg från röd till klargul. Han närmar sig honan med utsträckt och blottlagd hals samtidigt som han ger ifrån sig väsande läten, för att sedan resa sig upp, breda ut vingarna och klicka med tungan. Andra lekbeteenden omfattar väsande och kluckande läten samtidigt som han dansande hoppar med halvt utbredda vingar.
Andinsk kondor föredrar att häcka på höjder mellan 3 000 och 5 000 meter och boet, som placeras på en oåtkomlig klippavsats, består av ett antal grenar placerade runt äggen. I kustområden i Peru där klippor är ovanliga förekommer det att bon placeras delvis dolda i sprickor mellan klippblock och sluttningar. Den lägger ett till två blåvita ägg under perioden februari–mars vartannat år. Äggen som i snitt väger cirka 280 gram och mäter 75–100 mm på längden ruvas i 54–58 dagar av båda föräldrar. Om ungen eller ägget förloras, läggs ett nytt ägg.
Pulli av andinsk kondor bär gråaktigt dun tills de vuxit sig nästan lika stora som föräldrarna. De blir flygga efter ungefär sex månader, men fortsätter vila och jaga tillsammans med sina föräldrar till och med andra levnadsåret då de ersätts av en ny kull. Friska adulta individer har inga naturliga fiender, men större rovfåglar och däggrovdjur, som rävar, kan ta ägg och boungar. Det finns en väl utvecklad social struktur inom större grupper av andinsk kondor med konkurrens som bestämmer en rangordning genom kroppsspråk, spelbeteenden och läten.

## Kondoren och människan

### Status och hot

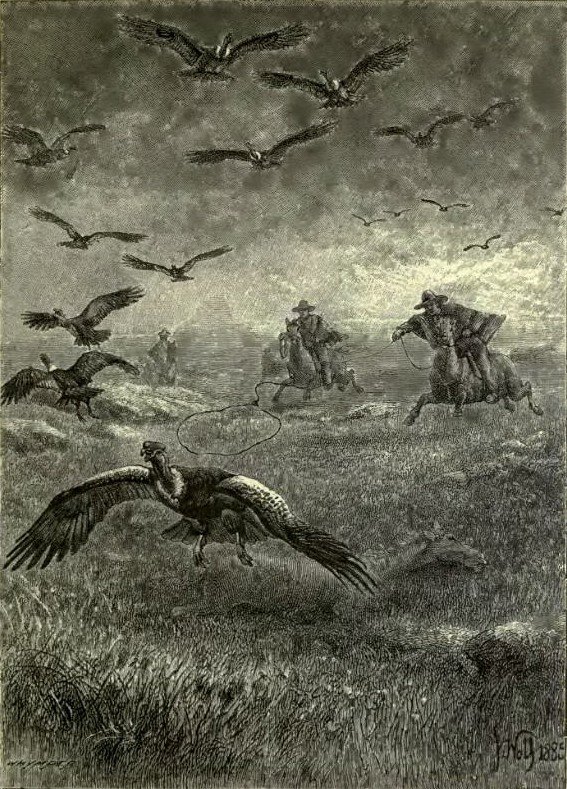
En gaucho som fångar en kondor med lasso.

Andinsk kondor klassificeras idag som sårbar (VU) av IUCN och världspopulationen uppskattas till 10 000 individer. Arten placerades först 1970 på USA:s rödlista. Till denna lista förs djur som är utrotningshotade eller där en markant del av populationen hotas att försvinna från sitt utbredningsområde. De största hoten mot populationen är förluster av habitat för födosök, och sekundär förgiftning. Den är främst hotad i de norra delarna av sitt utbredningsområde och är mycket ovanlig i Venezuela och Colombia, där populationen har minskat drastiskt. Eftersom den är anpassad till en låg mortalitet och därmed har en långsam reproduktionsfrekvens, så påverkas den mycket negativ av jakt och förföljelse av människan, vilket främst sker då de ses som ett hot på grund av påstådda attacker mot tamboskap. Naturvårdande instanser har genomfört utbildningsprogram för att skingra missuppfattningarna. Det förekommer också avelsprogram på nordamerikanska zoologiska trädgårdar, vars uppfödda individer utplanteras till specifika populationer i Argentina, Venezuela och Colombia. Den första utplanterade kondoren släpptes ut i det vilda 1989. Utplanterade individer är försedda med satellitsändare för att man ska kunna följa deras rörelser och veta om de fortfarande är i livet.

### I kulturen
Den andinska kondoren är nationalsymbol för Argentina, Bolivia, Chile, Colombia, Ecuador och Peru, och nationalfågel i Bolivia, Chile, Colombia och Ecuador. Den spelar en viktig roll inom folklore och mytologi i de andinska regionerna, finns representerad i andinsk konst från cirka 2500 f.Kr. och framåt, och är en del av andinska religioner. I andinsk mytologi var andinska kondoren förknippad med solguden, och ansågs vara härskaren av den övre världen. Arten är symbol för styrka och hälsa inom många andinska kulturer, och dess ben och organ ansågs besitta medicinska egenskaper, vilket ibland ledde till jakt på fågeln. I vissa varianter av peruansk tjurfäktning binds en andinsk kondor fast på tjurens rygg. Där hackar den sedan djurets rygg samtidigt som matadoren fäktas med tjuren. Oftast överlevde kondoren och släpptes då fri. I en inkaceremoni som kallas arranque del condor offrades en andinsk kondor genom att den fastspänd slogs ihjäl med bara händerna. Ur denna tradition stammar den rituella dansen Turkuy (som betyder fågel på Quechua) där rollen av fågel spelas av en dansare som kallas Rucu. Dansen symboliserar herdens triumf över kondoren som man trodde attackerade tamboskap.
Andinsk kondor har förekommit på ett flertal frimärken, exempelvis från Argentina 1960, Bolivia 1985, Chile 2001, Colombia 1992, Ecuador 1958, Peru 1973 och Venezuela 2004. Den har även förekommit på mynt och sedlar i Colombia och Chile, och på flera länders heraldiska vapen i den andinska regionen som symbol för Anderna.

Bolivias statsvapen
Chiles statsvapen
Colombias statsvapen
Ecuadors statsvapen